# Сфорца, Баттиста
Баттиста Сфорца (итал. Battista Sforza; январь 1446 — 6/7 июля 1472) — герцогиня Урбинская и вторая жена Федериго да Монтефельтро, с которым она изображена на диптихе кисти Пьеро делла Франческа. Мать герцога Гвидобальдо да Монтефельтро и бабушка знаменитой поэтессы Виттории Колонна.

## Биография
Баттиста была первым законнорождённым ребёнком Алессандро Сфорца, синьора Пезаро, и Констанции да Варано (1428-1447), старшей дочери Пьерджентиле Варано, синьора Камерино, и Элизабетты Малатеста. В 1447 году мать Баттисты Констанция умерла после рождения второго ребёнка, названного Констанцо. Баттисте тогда было 18 месяцев. После смерти матери, Баттиста и Констанцо, вместе со своими незаконнорождёнными сводными сёстрами Джиневрой (1440-1507) и Антонией (1445-1500), поселились при дворе их дяди по отцу Франческо Сфорца и его жены Бьянки Марии Висконти, где их начали воспитывать вместе с их двоюродными братьями и сёстрами.
Баттиста и её кузина Ипполита Мария Сфорца получили гуманистическое образование. Первая свободно говорила на греческом и латыни; впервые она публично выступила с речью на латыни в возрасте четырёх лет. Имея большие способности к ораторскому искусству, однажды она даже выступила перед папой Пием II. Поэт Джованни Санти описывал Баттисту как «девушку, наделённую редкими благодатью и добродетелью».
Дядя Баттисты Франческо Сфорца договорился о её браке с Федериго Монтефельтро, герцогом Урбино, который был старше её на 24 года. Свадьба состоялась 8 февраля 1460 года, когда Баттисте было всего 13 лет. Став супругой герцога, она брала управление государством на себя, когда муж находился в отлучке. Их брак был счастливым; их современник Бальди назвал их «двумя душами в одном теле». Федерико называл Баттисту «очарованием в моей общественной и личной жизни». Более того, он часто говорил с ней о государственных делах; к тому же, супруга сопровождала его почти на всех официальных событиях за пределами Урбино.
Следуя традиции своей семьи воспитывать женщин в духе гуманизма, она дала своим дочерям такое же образование, какое она сама когда-то получила от своей тётки Бьянки Марии. Таким образом, внучка Баттисты Виттория Колонна стала знаменитой поэтессой.
Став матерью пятерых дочерей, 24 января 1472 года Баттиста наконец-то родила мальчика Гвидобальдо, ставшего наследником Федерико. Однако три месяца спустя после рождения сына, Баттиста Сфорца, так полностью и не оправившись от беременности и родов, заболела и скончалась в июле того же года.